# Filter (fotografie)

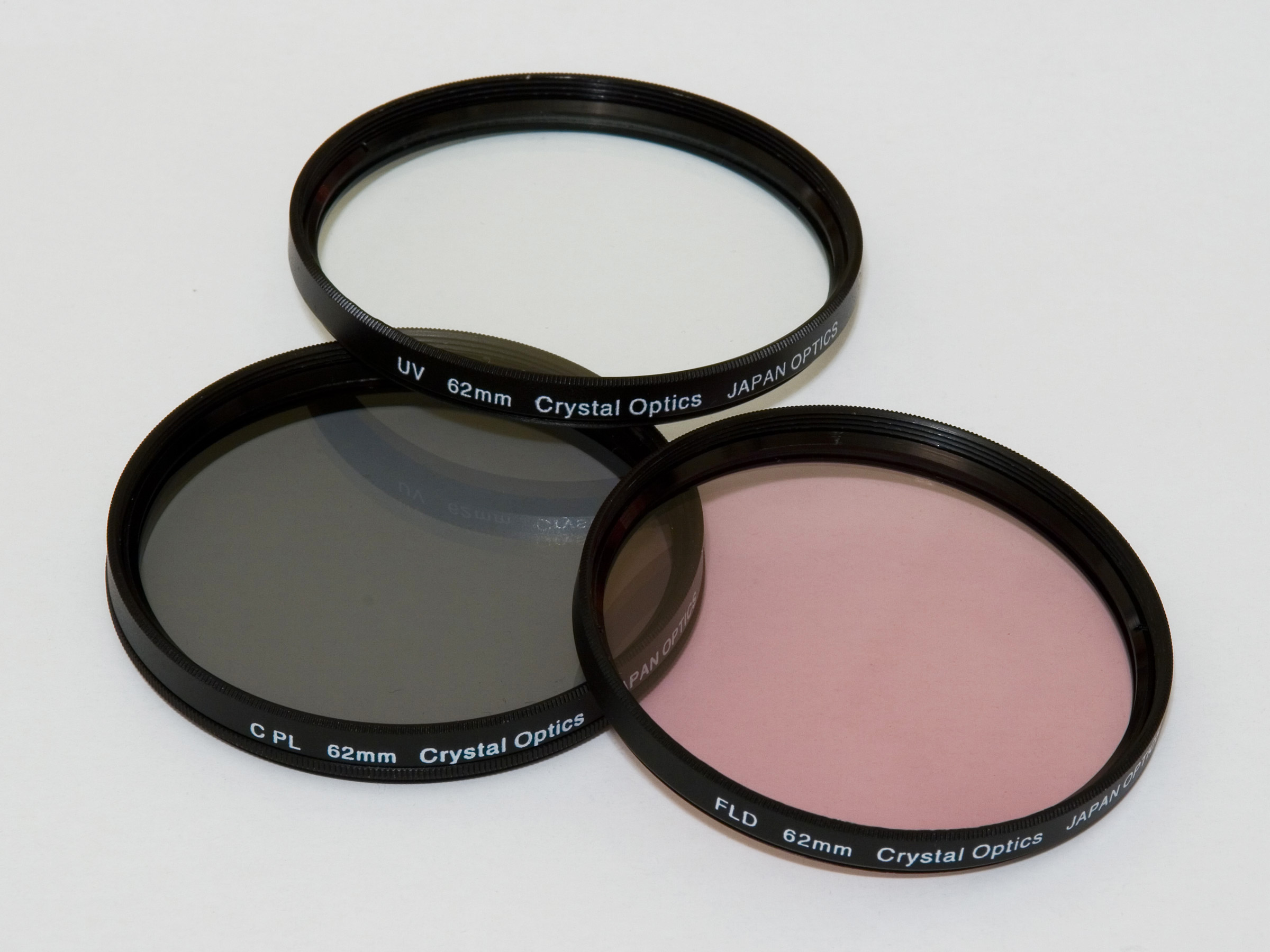
Diverse opschroeffilters

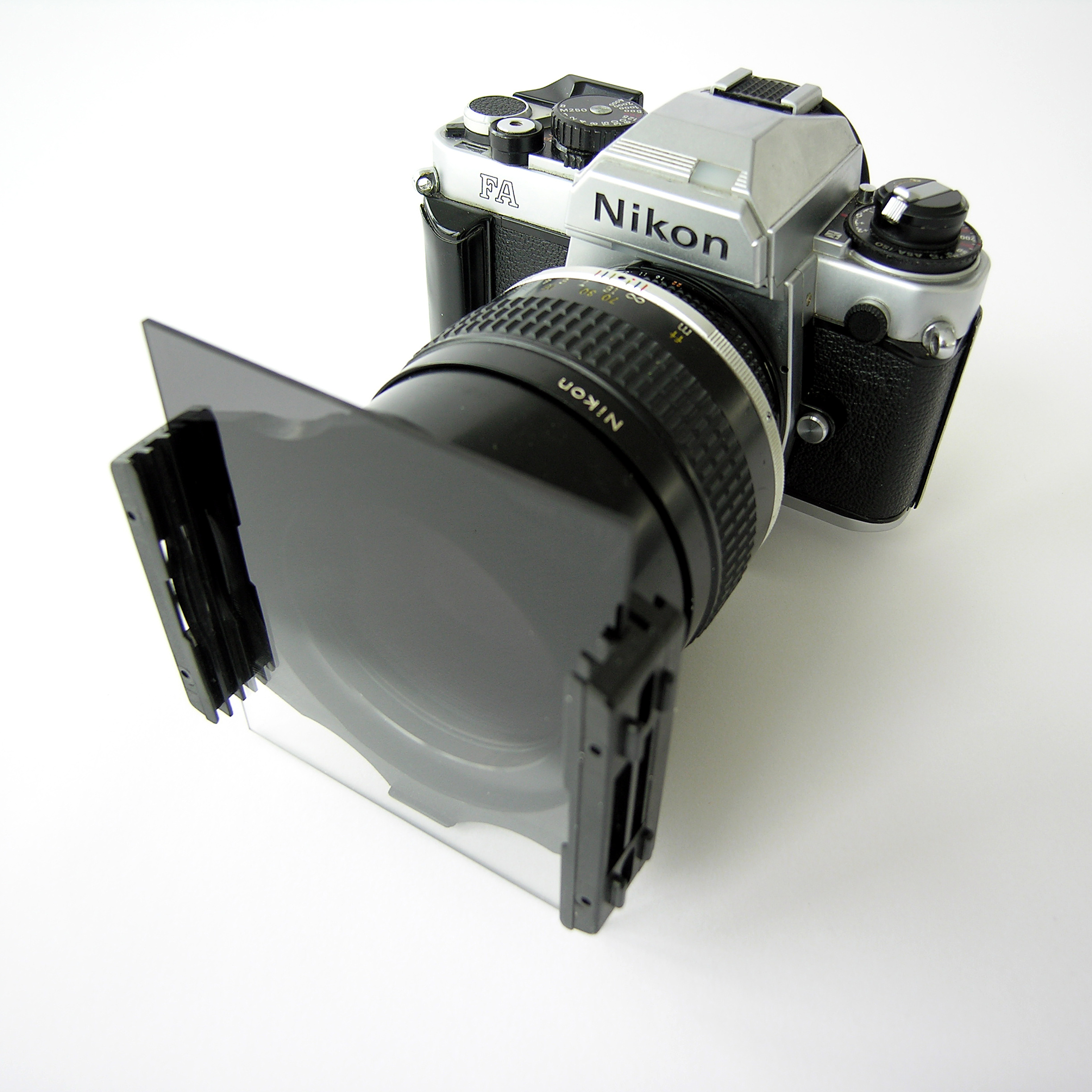
Het Cokin filtersysteem

Een filter is een optisch hulpstuk in de fotografie dat op het objectief van een (spiegelreflex)camera geschroefd wordt of in een daartoe bestemde filterhouder geplaatst wordt, zoals bij de systemen van Cokin. Het voordeel van het laatste is dat niet voor iedere lens met een andere diameter een nieuw filter moet worden gekocht. Een simpele verloopring op de adapter maakt alle filters meteen bruikbaar voor een andere lens.
Daarnaast kan met een grafisch programma op een rasterafbeelding een digitaal filter worden toegepast.

## Gebruik van filters
Er kunnen voor een fotograaf verschillende redenen zijn om een filter te gebruiken bij een opname. Die redenen kunnen enerzijds technisch van aard zijn en anderzijds artistiek. Een technische reden is bijvoorbeeld het wegnemen van een hinderlijke kleurzweem die bij het fotograferen met een daglichtfilm bij gloeilamplicht optreedt. Een artistiek filter is bijvoorbeeld een diffusiefilter dat alleen het midden van de foto scherp houdt, terwijl naar de rand toe het beeld steeds vager wordt. Een dergelijk filter roept een bepaalde sfeer op.
Sinds de komst van de digitale camera worden veel artistieke effecten met beeldbewerkingssoftware uitgevoerd, maar sommige fotografen geven de voorkeur aan het gebruik van fysieke filters. Een aantal veelgebruikte filters en hun toepassing staan hieronder beschreven.

## Bekende filters

### Filters voor aanpassing van kleurtemperatuur
De kleurtemperatuur van licht varieert met de bron. Daglicht verandert van kleur onder invloed van het weer en het tijdstip van de dag. Diverse soorten kunstlicht hebben ieder hun eigen specifieke kleurtemperatuur, en de kleur die we waarnemen wordt ook beïnvloed door reflecties door de omgeving. Een wat uitgebreidere digitale camera heeft een instelling om de witbalans van een foto handmatig of automatisch te corrigeren. Bovendien kan dat vaak nog achteraf gebeuren tijdens nabewerking van de gemaakte foto's. Hierdoor is voor digitale fotografie het gebruik van "warme" en "koude" kleurfilters in veel gevallen overbodig. De filters in deze categorie die het meest worden gebruikt, hebben een verloop in sterkte, waardoor de lucht boven een landschap sterker of juist zwakker gefilterd kan worden dan voorwerpen op de voorgrond.

### UV-filter
Een van de meest gebruikte filters is het UV-filter, dat vooral bij fotograferen boven de 1500 meter hoogte de bij fotografie zonder UV-filter optredende hinderlijke blauwzweem corrigeert. Een UV-filter blokkeert ultraviolet licht, maar is in het zichtbare spectrum kleurneutraal, dat wil zeggen dat het verder geen effecten heeft, dus zou het gewoon op het objectief kunnen blijven zitten en zo de duurdere frontlens van het objectief tegen krassen te beschermen. Een nadeel van het gebruik op deze manier is echter dat er een lens flare door kan ontstaan en de scherpte van een foto er altijd, ook al is het meestal in zeer geringe mate, nadelig door beïnvloed wordt. Bij nachtopnames dient het filter van de lens verwijderd te worden om ongewenste reflecties tussen lens en filter te voorkomen.
UV-filters hebben vooral (en volgens sommigen uitsluitend) nut bij analoge fotografie boven 1500 meter hoogte.

### Sky-light filter
Dezelfde werking als een UV-filter. Aanvullend reduceert dit filter de overmatige blauwheid die in buitenfotografie (met name op hoogte) kan optreden. Absorbeert enigszins licht in het groene deel van het spectrum (de filter zelf heeft een enigszins rozig/bruine kleur). Filterfactor typisch tot 1,5. Het resultaat is een betere kleurbalans. Bij buitenportretten voorkom je groenige reflecties (van bomen) op de huid. 

### Grijsfilter
Een grijsfilter, ook wel aangeduid met ND-filter, waarbij ND staat voor Neutral Density, absorbeert licht gelijkmatig over het gehele zichtbare spectrum. Grijsfilters zijn in verschillende sterktes te koop. Het nut van een egaal grijsfilter is in een omgeving met veel licht het kunnen toepassen van langere sluitertijden om een grotere bewegingsonscherpte te verkrijgen, of een groter diafragma om een kleinere scherptediepte te verkrijgen. Naast egale worden ook geleidelijk verlopende grijsfilters gebruikt. Deze grijsverloopfilters dienen vooral voor het gelijkmatig belichten van een compositie waarin een groot verschil in helderheid is tussen lichte delen aan een kant van de opname en donkere delen aan de andere kant. Een voorbeeld daarvan is een heldere lucht boven een donkere voorgrond.

### Polarisatiefilter
Een polarisatiefilter is een filter waarvan het effect onmogelijk naderhand door beeldbewerking kan worden verkregen. Het gepolariseerde licht van reflecterende oppervlaktes kan met dit filter worden teruggebracht, zonder het overige licht meer dan met de helft te verzwakken. Het effect van een polarisatiefilter is te vergelijken met dat van een Polaroid zonnebril, die op hetzelfde principe werkt. Met behulp van een polarisatiefilter kun je het contrast van een foto verbeteren.
Het is belangrijk om te weten dat er twee soorten polariserende filters zijn: lineair en circulair gepolariseerde filters. Alleen de laatstgenoemde zijn geschikt voor camera's met automatische scherpstelling.

## Filters voor zwart-witfotografie

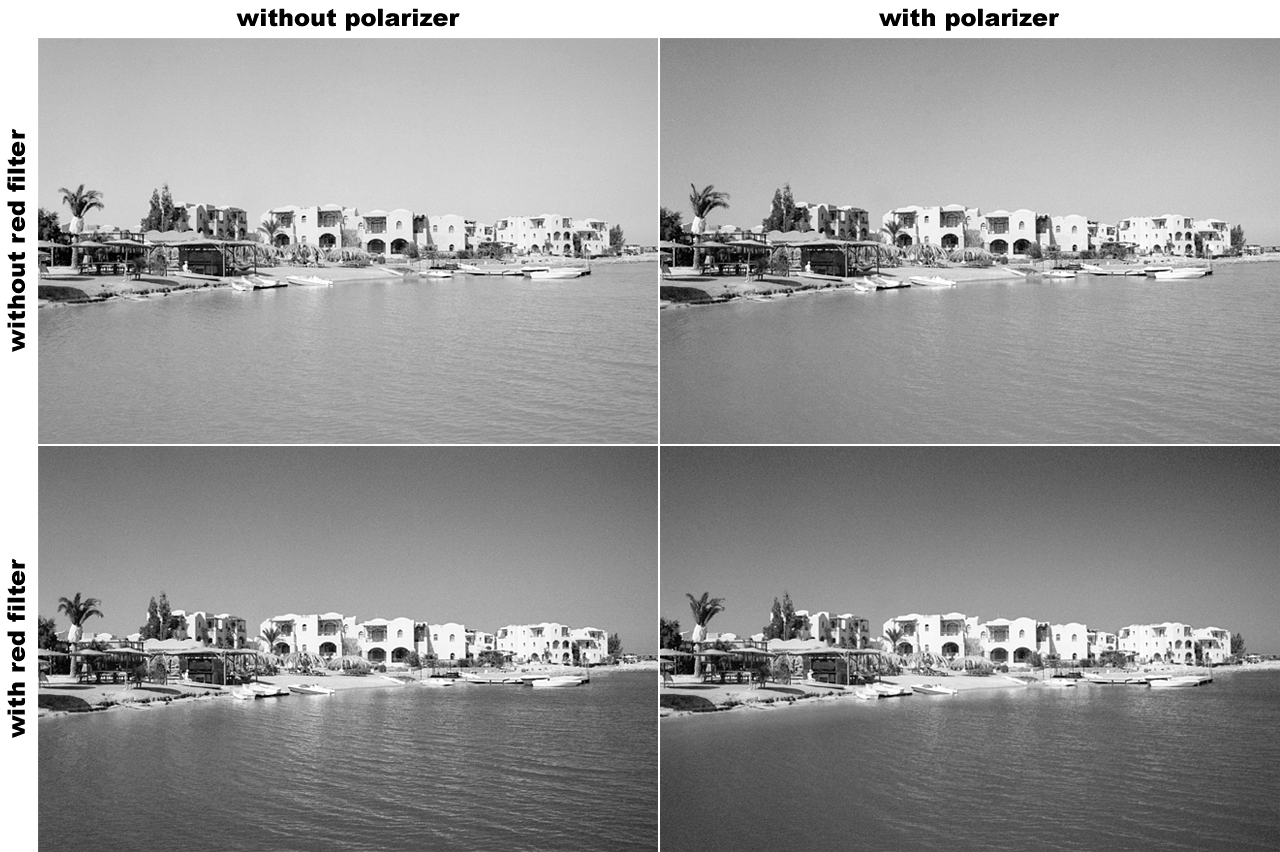
Het effect van een roodfilter en een polarisatiefilter op het contrast van een zwart-witfoto

In zwart-witfotografie worden kleurfilters, meest rood- en geelfilters, gebruikt om het contrast te verhogen. Daarnaast worden ook polarisatiefilters gebruikt. Het is mogelijk om een polarisatiefilter te gebruiken in combinatie met een rood- of geelfilter. Voor kleurenfoto's zijn de gekleurde filters echter niet bruikbaar.

## Andere filters
Voorbeelden van andere filters zijn prismafilters, die een caleidoscopisch effect geven, spotfilters die de randen van de foto onscherp maken, en allerlei filters die kunstmatig lichtpunten veranderen in sterren met een bepaald aantal punten, meestal 4, 8 of 16.